# تاریخ فسا
فسا از شهرهای تاریخی ایران است. قدمت این شهر دست کم به زمان هخامنشیان برمی‌گردد که در آن زمان نام این شهر «پسه» یا «پسا» بوده که این نام به مرور به فسا تبدیل می‌شود.

## پیشینه
در باب سازنده یا سازندگان و زمان ایجاد شهر فسا، اقوال مختلفی در کتابهای تاریخی و جغرافیایی بیان گردیده که عمدهٔ آنان بنای شهر را به عهد شاهان اساطیری (پیشدادیان و کیانیان) مربوط دانسته‌اند. حمدالله مستوفی در نزهةالقلوب در یک جمع‌بندی از نظرات پیشینیان خود در مورد زمان وسازندگان شهر فسا می‌نویسد:
«در اول «پسابن طهمورث» دیو بند ساخته بود، خراب شد. «گشتاسب بن لهراسب کیانی» تجدید عمارتش کرد و نبیره‌اش «بن اسفندیار» به اتمام رسانید ودر آخر، «ساسان» آن را نام کرد… در اول مثلث بود تا به عهد «حجاج بن یوسف ثقفی» عاملش «آراد مرد» به فرمان او از شکل بگردانید و تجدید عمارت کرد و چون از شبانکارگان خرابی یافت «اتابک چاولی» باز مأمور گردانید. شهری سخت بزرگ بوده واَعمال و نواحی بسیار دارد.»

## دوره هخامنشیان
در زمان هخامنشیان شهر فسا و نواحی اطرافش پررونق و آباد بوده، چنان‌که مطابق الواح گلی تخت جمشید، «اَرتَخم» حاکم فسا، مزد ۱۵۰ کارگری که در بشی‌یا (فسا) و کبرپیش (خفر) کار می‌کردند از خزانه‌دار کل پارس «راتی بیندا» خواسته‌است.

## دوره ساسانیان
در دوره ساسانیان، از یک سو وجود بقایای شهر، دژ و آتشکده ساسانی و از سوی دیگر حضور فساییان در امور سیاسی و فرهنگی آن زمان نشانگر آن است که فسا در دوره ساسانیان از جایگاه و رونق خاصی برخوردار بوده‌است، چنان‌که قاضی القضات انوشیروان، فسایی بود و در همین دوران «زرادشت بن خرگان» عقاید خود را در قالب (دریست دین) در ایران و روم منتشر کرد و تزلزل جدی در نظام طبقاتی ساسانی به وجود آورد. به‌طور کلی در دوران ساسانی و مقارن ظهور اسلام، شهر فسا به عنوان بزرگترین شهر کوره دارابگرد به‌شمار می‌آمده.

## پس از اسلام

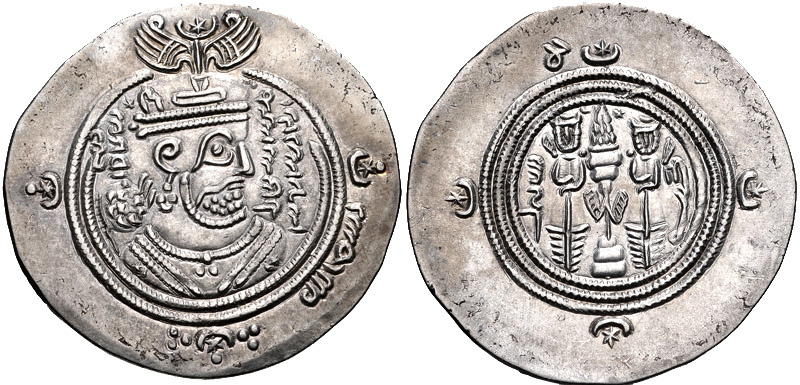
یک سکه مربوط به دوران اسلامی یافت شده در فسا

فسا در سال ۱۷ هجری پس از نبردی سهمگین به دست مسلمانان فتح گردید و «ساری بن زنیم» و پس از آن «آزادمرد» (شاید ایرانی بوده که نام فارسی داشته) به حکومت فسا منصوب شدند.
در قرن اول هجری فسا مرکز ضرب سکه بود. وجود رفاه، امنیت و توسعه اقتصادی شاخصه ای بود که در تمامی نوشته‌های سیاحان و جغرافی دانان مسلمان داخلی یا خارجی این دوران به فسا نسبت داده شده است. این جغرافی دانان ضمن بررسی ویژگیهای محصولات و مصنوعات فارس در مورد تولیدات و صادرات فسا می‌نویسند:
«از فسا انواع جامه‌ها و نیز طراز چند رنگه زر بفت که در سایر نواحی دنیا مانند آن وجود ندارد و پارچه‌های پر نقش و نگار، پارچه‌های پشمی مخصوص لباس خلفا و رجال دولت، پرده‌های نقاشی و قلابدوزی، سراپرده‌های ابریشمی و چرمی، زیلو، سجاده، گلیم، سفره‌ها، خیمه و خرگاه، مندیل‌های شرابی، فرشهای عالی، مواد رنگ کردن پارچه‌ها و جز آن، به نواحی مختلف و بخصوص بغداد صادر می‌گردد.»
«گای لسترنج» نیز در کتاب جغرافیای تاریخی سرزمین‌های خلافت شرقی می‌نویسد:
«شهر فسا در قرن چهارم، دومین شهر مهم ولایت دارابگرد بود و از حیث بزرگی با شیراز برابری می‌کرد. ساختمان‌هایی نیکو داشت و چوب‌هایی که در ساختمان‌های آن بکار می‌بردند از درخت سرو بود. هوایی سالم و بازارهایی معمور با قلعه و خندق و حومه ای وسیع که تا بیرون شهر کشیده می‌شد و رطب، بادام و اترج و میوه‌های دیگر آن فراوان بود … در فسا انواع زری‌هایی که نام پادشاه به رنگ آبی و سبز مانند پرطاووس در آن بافته می‌شد تهیه می‌شد و شهر فسا به ساختن پارچه‌هایی از موی بز و پارچه‌های بافته شده از ابریشم خام و نیز تهیه قالی وگلیم، سفره و دستمال، پرده‌های قلابدوزی (مخصوصا به رنگهای پر طاووسی که در میان گلابتون بافته می‌شد) شهرت فراوان داشت. موادی که برای رنگ کردن پارچه‌ها استعمال می‌شد و نیز فرشهای نمد، خیمه و خرگاه نیز از فسا صادر می‌شد»
به دلیل مساجد مروج افکار اسماعیلیه، نقش ارسلان بساسیری در تضعیف خلافت عباسی، جابجایی در سلسله‌ها، هرمهای قدرت و… این شهر مورد هجومهای ویرانگرانهٔ سلجوقیان، شبانکاره‌ها و دردوران بعد افغانی‌ها قرار گرفت و چون طی آنها «هر که را خواستند کُشتند و آنچه را توانستند برداشتند» شهر فسا رو به ویرانی نهاد ولی به مرور به دلیل موقعیت جغرافیایی و طبیعی خود دوباره توانست در دوره صفویه و افشاریه به رونق برسد.

## دوره صفویه تا قاجار
شواهد حاکی از آن است که بنیاد کالبدهای شهری فسا (حمام متل، مسجد جامع، مسجد حوض ماهی، بازار و…) در دوره صفویه ایجاد و در دوران افشاریه رو به گسترش و تعالی گذاشته‌است. نکته حائز اهمیت در مورد بافت کالبدی شهر فسا، وجود نوعی شهرسازی شتابان یا ساخت و ساز با دید دفاعی، امنیتی است. مردم فسا در قیام سیداحمدخان جهرمی در اواخر صفویه حضور داشتند.
خاندان قوام‌الملک در دورانِ قاجاریه نقش اساسی در تخریب و ویرانی فسا ایفا نمودند. علاوه بر تغییر نقش شهر و مسیرهای ارتباطی، بیماریهای همه گیر، قحطی‌ها، وجه‌المصالحه قرار گرفتن فسا در بازیهای سیاسی قوام و ایلات خمسه با دولتمردان فارس و ایران، ناامنی‌ها و چپاول از مهم‌ترین عوامل ویرانی و کاهش رونق فسا در زمان قاجار بودند.